# Kreon (syn Likajtosa)
Kreon (gr. Κρέων Kréōn, łac. Creon) – w mitologii greckiej król Koryntu.
Uchodził za syna Likajtosa (Lykajtos) oraz ojca Kreuzy (Glauke), drugiej żony Jazona, którą zamordowała Medea. Dała ona Kreuzie przeklętą suknię jako ślubny prezent. Suknia ta przywarła do ciała Kreuzy i zaczęła się palić uśmiercając ją. Kreon spłonął razem z córką próbując ją uratować.